# Ильин, Сергей Иванович (украинский футболист)
Сергей Иванович Ильин (укр. Сергій Іванович Ільїн; 10 января 1987, Черновцы, Украинская ССР, СССР) — украинский футболист, полузащитник.

## Биография

### Карьера
Воспитанник футбольной школы «Буковина» (Черновцы). Первые шаги на профессиональном уровне делал в донецком «Шахтёре» за третью и вторую команды. В течение 2006—2008 годах играл за дубль криворожского «Кривбасса» и луганской «Зари», где в целом провел 42 матча и отметился 6 голами. В 2009 году играл в любительском коллективе ФК «Лужаны».
Большую часть своей карьеры провел в различных клубах первой и второй лиг украинского футбола. В частности, в таких клубах как «Буковина» (Черновцы), «Нива» (Тернополь), «Десна» (Чернигов), «Гелиос» (Харьков) и ФК «Полтава». Также часть своей карьеры провел в высших лигах Молдовы и Латвии, в таких клубах как ФК «Тирасполь» и ФК «Елгава».
Впоследствии играл в любительской команде «Гуцульщина» (Косов). С 2015 года с определенными перерывами выступает за любительский футбольный клуб «Волока», с которым уже неоднократно становился победителем различных областных соревнований. Летом 2018 стал обладателем областного Кубка, а в ноябре — обладателем Суперкубка в составе ФК «Коровия». Также параллельно работает тренером в ДЮСШ «Буковина».

### Личная жизнь
Женат, имеет дочь Анастасию.

## Достижения
Профессиональный уровень 
- Победитель Второй лиги Украины (1): 2009/10.

 Любительский уровень 
- Чемпион Черновицкой области (5): 2015, 2016, 2019, 2020, 2022/23.
- Обладатель Кубка Черновицкой области[укр.] (5): 2009, 2016, 2017, 2018, 2019.
- Обладатель Суперкубка Черновицкой области[укр.] (5): 2015, 2016, 2017, 2018, 2019.